# Fernando Bello
Fernando Pinto Coelho de Almeida Bello (Maputo, 1 de setembro de 1924 — 8 de novembro de 1995) foi um velejador português, medalhista olímpico. Ele competiu nos Jogos Olímpicos de Verão de 1948 na classe Swallow e conquistou a medalha de prata a bordo do Symphony, ao lado de Duarte Manuel Bello.
Os irmãos Bello também competiram em barcos de quilha da classe Star, ganhando uma medalha de prata no Campeonato Mundial de 1962 e um bronze em 1952.